# Eoscarta seimundi
Eoscarta seimundi är en insektsart som först beskrevs av Victor Lallemand 1933.  Eoscarta seimundi ingår i släktet Eoscarta och familjen spottstritar. Inga underarter finns listade i Catalogue of Life.